# Skjervøy
Skjervøy est une commune de Norvège. Elle est située dans le comté de Troms. Le centre administratif de la municipalité est la ville de Skjervøy sur l'île de Skjervøya, où vivent la plupart des habitants. Les principales industries sont la pêche et la construction navale.

## Localités
- Akkarvik (70° 03′ 51″ N, 20° 29′ 33″ E)
- Arnøyhamn (70° 03′ 09″ N, 20° 37′ 55″ E)
- Årviksand (70° 11′ 38″ N, 20° 31′ 10″ E)
- Lauksletta (70° 08′ 17″ N, 20° 45′ 51″ E)
- Lauksundskaret (70° 04′ 43″ N, 20° 46′ 34″ E)
- Nikkeby (70° 04′ 02″ N, 20° 49′ 50″ E)
- Skjervøy
- Uløybukt (69° 51′ 29″ N, 20° 41′ 11″ E)
- Vorterøyskagen (69° 59′ 10″ N, 20° 38′ 31″ E)